# Mare de Déu a l'església
La Mare de Déu a l'església és una petita taula a l'oli del pintor primitiu flamenc Jan van Eyck. L'obra, realitzada aproximadament entre els anys 1438 i 1440, mostra a la Mare de Déu amb el Nen Jesús en braços, dins una catedral gòtica. Maria és presentada com a Reina dels Cels, amb una corona adornada de joies i sostenint a un Nen Jesús que la mira i agafa el seu vestit a la manera iconogràfica d'Eleüsa, pròpia de la tradició romana d'Orient del segle xiii (Verge de la Tendresa).
La traceria dels arcs en la part posterior de la nau conté talles de fusta que representen episodis de la vida de la Verge, mentre que una falsa escultura en una fornícula la mostra a ella amb el nen en una postura semblant. Erwin Panofsky interpreta aquesta composició com si les principals figures de la taula fossin escultures que han cobrat vida. En l'entrada de la dreta dos àngels canten salms d'un llibre d'himnes. Igual que les representacions romanes d'Orient de la Verge, Van Eyck presenta una Maria monumental, exageradament gran comparada amb el seu entorn. Rajos de llum entren a través de les finestres de la catedral, que il·luminen l'interior i creen dues taques de llum a terra. La llum té un significat simbòlic que al·ludeix simultàniament a la puresa virginal de Maria i a la presència etèria de Déu.
Els historiadors de l'art consideren que la taula és l'ala esquerra d'un díptic desmantellat; i probablement la seva ala oposada seria el retrat d'un comitent. Les còpies gairebé contemporànies del Maestre de 1499 i Jan Gossaert aparellen aquesta imatge amb dues imatges diferents a la dreta: una d'elles és un donant agenollat en un interior; l'altra és una escena a l'aire lliure on el donant és presentat per Sant Antoni. Tots dos pintors van fer canvis significatius en la composició de van Eyck, potser adoptant les modes del moment, encara que aquestes còpies han estat descrites com a «espiritual, si no estèticament, desastroses amb el concepte original».
La Mare de Déu a l'església va ser documentada per primera vegada el 1851. Des de llavors la seva data i atribució han estat àmpliament discutides pels estudiosos. En un primer moment es va considerar un treball primerenc de Jan van Eyck, i posteriorment es va atribuir al seu germà Hubert van Eyck. En l'actualitat s'atribueix definitivament a Jan, i es pensa que és un treball tardà, ja que presenta tècniques presents a la seva obra des de 1430. La taula va ser adquirida per la Gemäldegalerie de Berlín el 1874. Va ser robat el 1877 i encara que es va recuperar al cap de poc, es va perdre el seu marc original. Aquesta obra és avui considerada una de les principals de Jan van Eyck. Millard Meiss va escriure que l'esplendor i subtilesa de la representació de la llum no té igual en l'art occidental.

## Atribució i data
L'atribució de la taula expressa els avanços i tendències dels estudiosos de l'art primitiu flamenc als segles XIX i XX. Actualment hi ha consens en què va ser acabada cap a 1438-1440, no obstant això segueix havent-hi els qui la situen en dates tan primerenques com 1424-1429.
Igual que amb les pàgines assignades a la "mà G" en el Llibre d'Hores de Torí, al catàleg de Gemäldegalerie de l'any 1875 s'atribuïa l'autoria al seu germà Hubert van Eyck, i l'any 1911 l'historiador de l'art Georges Hulin de Loo reivindicava aquesta dada.
Avui dia aquesta teoria és recolzada per molt pocs estudis. El 1912 el catàleg del museu va assignar l'autoria definitivament a Jan.
Igualment els intents de datar l'obra han passat per diferents canvis d'opinió. Al segle xix es pensava que era un treball primerenc de Jan, acabat cap al 1410. A principis del segle xx, Ludwig von Baldass ho va datar entorn del 1424-1429, i per un llarg temps es va situar l'obra cap a 1430. Erwin Panofsky va escriure el primer tractat detallat de la taula, i la va datar en el 1432-1434. No obstant això, basant-se en les recerques de Meyer Schapiro, Panofsky va canviar la data situant-la a la fi de la dècada de 1430 en el seu escrit Early Netherlandish painting de l'any 1953.
Un estudi comparatiu amb l'obra Santa Bàrbara (1437) realitzat en els anys 1970, concloïa que La Mare de Déu de l'església havia estat acabada després de 1437.
En els anys noranta, Otto Pächt va considerar que podia tractar-se d'un treball tardà de Jan van Eyck, ja que hi havia característiques en comú amb el tractament de l'interior del matrimoni Arnolfini, datat el 1434.
A principis del segle XXI Jeffrey Chipps Smith i John Oliver Hand ho van situar entre 1426 i 1428, afirmant que podia ser la primera peça conservada signada per Jan.

## La taula

### Descripció

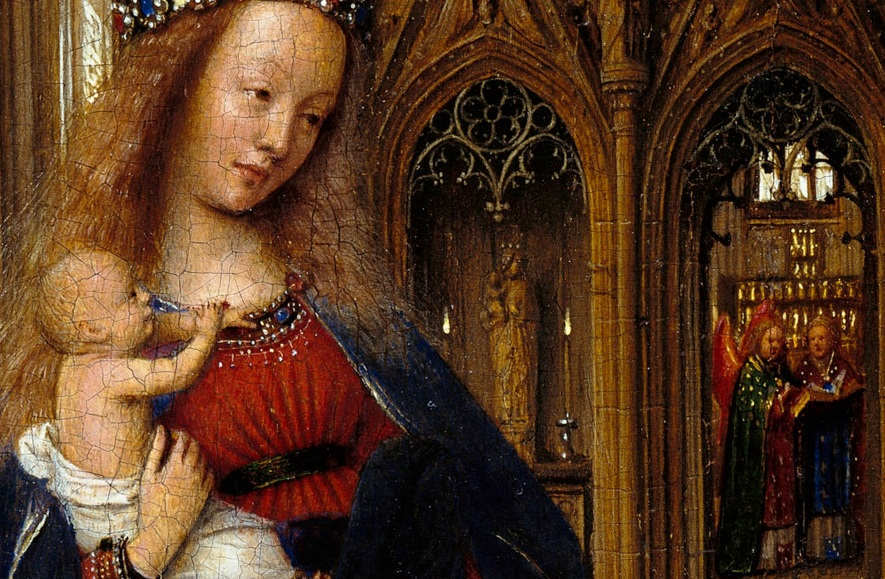
La Mare de Déu a l'església (detall). Es pot observar l'estàtua de la Verge darrere; a la dreta dos àngels canten.

Amb unes mesures de 31 × 14 cm, la pintura pot fins i tot ser considerada una miniatura, en congruència amb la majoria de díptics devocionals del segle xv. La mida reduïda facilitava la mobilitat i l'assequibilitat, i animava a l'espectador a apropar-se per veure els detalls.
La pintura mostra a Maria portant una capa blava fosca —color utilitzat tradicionalment per emfatitzar la seva humanitat— sobre un vestit vermell. El doblec del vestit està adornat amb lletres brodades en or, en les quals pot llegir-se SOL i LU, o potser SIOR SOLE HEC ES, segurament fragments de les paraules llatines per a sol (sole) i llum (lux). En el seu cap hi ha una corona, i en els braços porta al nen Jesús que descansa els peus a la seva mà esquerra. El nen, embolicat en una tela blanca, recolza les seves mans en el coll del vestit de la Verge.
En el fons de l'església es troben altres representacions de la Verge. Darrere de les figures principals, en el cor alt, hi ha una fornícula amb una escultura de la Verge entre dues espelmes enceses, i a la dreta es veuen dos àngels cantant (potser els mateixos himnes que hi havia inscrits en el marc). Sobre la fornícula hi ha relleus que mostren l'Anunciació i la seva Coronació. D'aquesta forma, els episodis de la vida de Maria com a mare de Jesús es troben representats al quadre. En un pilar de l'esquerra penja una taula d'oracions que es divideixen en dues columnes —similar a la taula d'oracions representada per Rogier van der Weyden al Tríptic dels Set Sagraments (1445-1450). Aquestes oracions repeteixen les paraules que hi havia en el marc original. Per les finestres del claristori s'entreveuen els arcbotants, i també són visibles algunes teranyines situades entre els arcs de la volta.
Els rajos de llum entren per les finestres superiors i il·luminen l'interior. El dia lluminós se suma a la llum suau de les espelmes, mentre que la part baixa de l'espai pictòric es manté relativament poc il·luminada. Les ombres dins la catedral se situen al costat del cor i prop del passadís. Però l'angle d'aquestes ombres és fortament realista per a principis del segle xv, i és tan detallat que sembla estar basat en l'observació del comportament de la llum, la qual cosa és una innovació posterior. No obstant això, malgrat estar representada la llum tal com apareix en la naturalesa, la inclinació de la seva caiguda no és realista. Panofsky va observar que la llum del sol entra per les finestres del nord, però que els cors de les esglésies de l'època normalment estaven orientats cap a l'est, per la qual cosa la llum hauria d'entrar des del sud. Panofsky suggereix que la llum no pretén ser natural, sinó representar el diví i, per tant, aquí se segueixen les lleis del simbolisme i no les de la naturalesa.

### Marc i inscripcions
Segons Elisabeth Dhanes, la forma del marc original se semblaria a la dels panells superiors del Políptic de Gant, dissenyat pel germà de Jan, Hubert. Considera que el marc actual és massa estret i petit i que simula inadequadament el marbre. Gràcies a un detallat inventari de l'any 1851 es coneix el text exacte que apareixia al marc original. Estava escrit amb una forma poètica, i començava en la part inferior, estenent-se per les vores verticals i acabant en la vora superior. En la part inferior es llegia FLOS FLORIOCOLORUM APPELLARIS; i als costats i part superior continuava MATTER HEC EST FILLIA PATER EST NATUS QUIS AUDIVIT TALIA DEUS HOMO NATUS ETCET («La mare és la filla. El pare ha nascut. Qui ha vist tal cosa? Déu nascut home»). Aquestes línies formarien part d'un himne medieval a la Nativitat. En la cinquena estança de l'himne (no inclosa a la transcripció de van Eyck) es llegeix, «Igual que el raig de sol pel cristall. Travessat però no tacat. Així la Verge. Verge romandrà.» Les lletres en el vestit fan referència a la inscripció del marc. En una altra obra de van Eyck —La Mare de Déu del canonge Van der Paele (1436)— apareixen paraules similars al vestit de la Verge, un passatge del Llibre de la Saviesa (7:29) on es llegeix EST ENIM HAEC SPECIOSIOR SOLE ET SUPER OMNEM STELLARUM DISPOSITIONEM. LUCI CONPARATA INVENITUR PRIOR («Perquè ella és més bella que el sol, i brilla més que cada constel·lació d'estels. Comparada amb la llum ella és superior»).
Alguns estudiosos suggereixen que les inscripcions buscaven donar vida a altres estàtues i representacions de Maria. Uns altres, inclòs Craig Harbison, pensen que eren purament funcionals. Atès que els díptics de l'època estaven dedicats a la devoció privada i a la reflexió, les inscripcions serien llegides com eixarms o oracions per a la indulgència. Harbinson observa que els encàrrecs privats de van Eyck estan inusualment plens d'oracions inscrites, i que aquestes paraules podrien haver tingut una funció similar a la de taules d'oracions, o més concretament «ales d'oracions», del tipus de les quals apareixen en el tríptic de la National Gallery de Londres Verge amb el Nen.

### Arquitectura

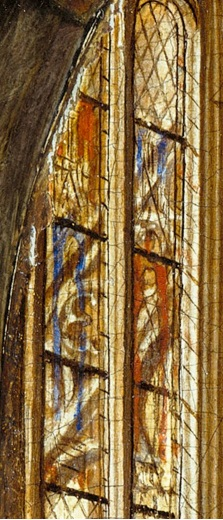
Detall de finestra situada a l'esquerra de la taula

Els treballs primerencs de van Eyck solen mostrar esglésies i catedrals d'estil romànic, presentant el Temple de Jerusalem com a marc històric amb motius decoratius presos exclusivament de l'Antic Testament. Aquest no és el cas d'aquesta pintura, on el Nen Jesús ocupa el mateix espai que el Crist crucificat i l'església és pròpia del gòtic de l'època, mentre que la postura i escala de la Verge es deuen a convencions pròpies de l'art romà d'Orient i del gòtic internacional.

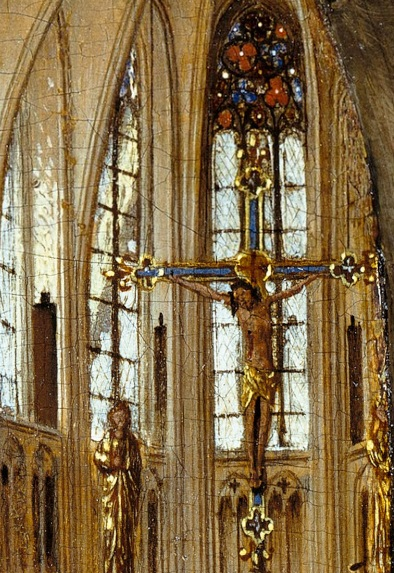
Detall de la crucifixió, a la part superior dreta

Van Eyck representa l'arquitectura amb una precisió que no s'havia vist abans en la pintura del nord d'Europa.
Els diferents elements arquitectònics de la catedral estan tan detallats i ben delineats, que els historiadors de l'art coincideixen que van Eyck havia de tenir suficients coneixements d'arquitectura per fer certes distincions. Fins i tot, partint de la precisió dels detalls, diversos estudiosos han intentat vincular la pintura amb algun edifici concret. No obstant això, com en la resta de pintures de van Eyck, l'estructura és imaginada i probablement una idealització del que ell considerava un espai arquitectònic perfecte. Aquest fet es constataria en una sèrie de característiques impròpies d'una església de l'època, com la situació d'un trifori amb arcs de mig punt sobre columnates apuntades.
Diversos investigadors argumenten que Van Eyck no es va fixar en un edifici existent, ja que havia de crear un espai idealitzat per a l'aparició de Maria. Alguns edificis que han estat proposats com a possibles models (almenys parcialment) són l'Església de Sant Nicolau de Gant, la Basílica de Saint-Denis, la catedral de Dijon, la catedral de Lieja i la catedral de Colònia, a més de la basílica de Tongeren, que conté un trifori i un claristori molt similars. La basílica de Torengen és una de les poques esglésies de la regió que per la seva orientació si permetria la llum que presenta el quadre en un matí d'estiu. A més aquesta església guardava una estàtua de la Mare de Déu amb el Nen a la qual s'atribuïen poders miraculosos (encara que l'estàtua actual és posterior a van Eyck).
Pächt descriu aquesta obra en termes d'«il·lusió interior» i veu una falta intencionada de cohesió en la perspectiva. la relació entre les parts de l'edifici no és mostrada íntegrament, i la transició entre el primer pla i el fons està oculta per la figura de la Verge, que tapa els pilars del creuer; el sòl de la meitat és pràcticament eliminat, i la nostra visió no arriba a ser conscient d'aquest fet. La il·lusió és accentuada per l'ús del color en les llums: l'interior és ombrívol, mentre que l'exterior sembla estar banyat en una llum brillant.

### Finestres i vitralls
De forma inusual per a una catedral gòtica del segle xiii, la majoria de les finestres tenen cristalls sense colors. John L. Ward va observar que l'única finestra que mostrava al complet la part superior era aquella que estava darrere del crucifix suspès. Aquesta finestra, d'enfront de l'espectador, conté intricats dibuixos de flors vermelles i blaves. Per efecte visual, les flors ofereixen la il·lusió de situar-se damunt de la mateixa creu, d'igual manera que si emanessin d'ella.
Ward veu en aquest fet una referència subliminar a la iconografia i mitologia de l'arbre de la vida en el llibre del Gènesi. L'autor reconeix no obstant això la subtilesa d'aquesta il·lusió, i el fet que cap de les dues còpies conegudes de l'obra (properes en data) inclou aquest motiu. La idea de flors brollant de la creu podria estar presa de la Crucifixió de Masaccio de 1426. Ward conclou que van Eyck va portar la idea més lluny en mostrar les flors sorgint d'una altra font, i que l'artista va buscar pintar el moment en el qual l'arbre de la vida i la creu cobren vida mentre l'espectador observa.

## Interpretació i iconografia

### La llum
A principis del segle xv Maria ocupava un lloc central en la iconografia cristiana, i sovint era representada com aquella on «la paraula es fa carn», per obra de la llum divina. Durant l'Edat Mitjana la llum era un símbol de la Immaculada Concepció i del naixement de Crist; es pensava que la llum de Déu havia passat a través del cos de Maria, igual que la llum travessa un cristall.

L'Anunciació, Jan van Eyck, c 1434. Galeria Nacional d'Art, Washington DC.

El diví representat d'aquesta forma és un motiu que apareix als textos en llatí del vestit de Maria (que compara la seva bellesa amb la llum divina) i del marc. Una altra font de llum, que també sembla d'origen diví, il·lumina la cara de la Verge. I les dues taques de llum en el terra proporcionen una atmosfera mística, que indica la presència de Déu. Les dues espelmes que il·luminen l'estàtua, en la fornícula del fons, són símbols de l'encarnació, banyada en la llum natural.
Entre els pintors nòrdics del segle xv, la llum va ser una forma popular de representar el misteri de l'Encarnació i la paradoxa de la concepció «virgo intacta».
Abans dels primitius flamencs si un pintor volia representar la lluentor celestial solia pintar l'objecte amb or brillant. S'emfatitzava la descripció de l'objecte i no tant l'efecte de la llum a través d'ell. Van Eyck va ser un dels primers a treballar la saturació de la llum, les seves gradacions i efectes lumínics a l'espai pictòric. Ell va precisar de quina manera el color d'un objecte podia variar segons la quantitat de llum. Aquest joc de llums és evident en aquesta pintura, especialment en el vestit i en la corona de la Verge, a través del seu pèl i del seu mantell.

### Forma iconogràfica Eleüsa

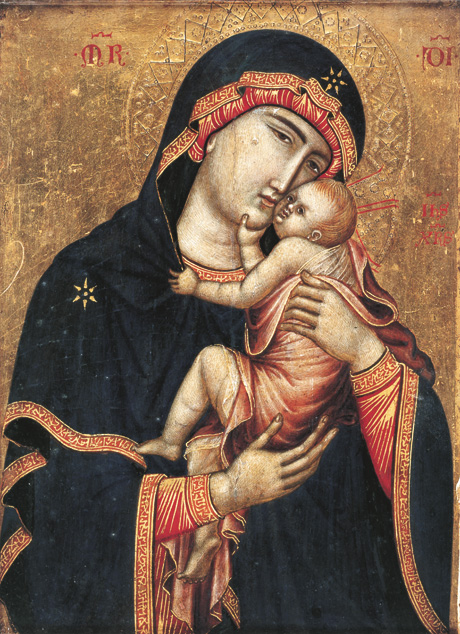
Verge de Cambrai, (anònim), cap a 1340. Catedral de Cambrai

És àmpliament acceptat que aquesta taula és una de les dues últimes representacions fetes per Jan van Eyck de la Mare de Déu amb el Nen abans de la seva mort el 1441. L'altra seria la Verge en la font d'Anvers.
Ambdues mostren a la Verge dempeus, vestida de blava. Aquesta postura i el color de la vestimenta contrasten amb el tractament que fa en altres obres més primerenques, on la Verge sol aparèixer asseguda i vestida de vermell. El model de Maria dempeus existia en l'art romà d'Orient, i ambdues pintures són versions modificades de la iconografia d'Eleüsa, anomenada també Verge de la Tendresa, on la Verge i el Nen ajunten les galtes, i el Nen acarona la cara de la seva mare.
Durant els segles XIV i XV moltes d'aquestes imatges van ser importades al nord d'Europa, i van ser copiades per les primeres generacions d'artistes flamencs, entre d'altres.
La iconografia romana d'Orient —tipificada per l'artista desconegut que va realitzar la Verge de Cambrai— i els successors del segle xiv com Giotto, va afavorir la presentació de la Verge en una escala monumental. Sens dubte Van Eyck va absorbir aquestes influències. Es pensa que el primer contacte va ser quan va visitar Itàlia entre 1426 i 1428, abans que la icona de Cambrai fos portada al Nord.
Aquestes dues taules de van Eyck van seguir l'hàbit de la reproducció, i al seu torn van ser àmpliament copiades durant el segle xv.
És possible que les referències romanes d'Orient d'aquestes pintures tinguin relació amb els intents de la diplomàcia del moment d'una reconciliació amb l'Església ortodoxa, en el que el mecenes de Van Eyck, Felip el Bo, va prendre gran interès. El retrat de Van Eyck del Cardenal Niccolò Albergati (cap a 1431), representa a un dels diplomàtics del papa més implicat en aquests esforços.

### Maria i l'església
Van Eyck dona a Maria tres rols: Mare de Crist, personificació del triomf de l'església, i Reina dels Cels. La pintura, gairebé una miniatura per les seves dimensions, presenta a una Maria de proporció irreal comparada amb l'església. Ella domina físicament la catedral. La distorsió de l'escala es troba en altres pintures de la Verge de l'autor, i reflecteix una tradició que enllaça amb tipologies italo-romanes d'Orient —més conegudes a través de la maestà di Ognissanti (h. 1310) de Giotto.
L'historiador de l'art Till-Holger Borchert interpreta que Van Eyck no pinta a Maria a l'església, sinó una metàfora que presenta Maria com a església. Aquesta idea va ser suggerida ja el 1941 per Erwin Panofsky. No obstant això, els historiadors de l'art del segle xix que pensaven que era un treball primerenc en la carrera del pintor, atribuïen les dimensions de la Verge a una fallada d'escala.
La Verge és presentada com si es tractés d'una aparició mariana. Probablement en la taula de davant, ara perduda, hi hauria un donant agenollat.
L'aparició d'un sant enfront d'una persona era una escena comuna en l'art de l'època, i es troba en altres obres de Van Eyck, com la Mare de Déu del canonge Van der Paele (1434-36)

### Pelegrinatge
Com les tauletes d'oracions situades en un pilar eren atributs característics de les esglésies de peregrinació, Harbison relaciona la pintura amb aquest fenomen. Aquest tipus de tauletes contenien oracions que en ser recitades enfront d'una imatge concreta de l'església, es pensava que atreia la indulgència o una reducció de temps al Purgatori. L'estàtua de la Verge amb el Nen en el nínxol del fons podria representar una d'aquestes imatges, mentre que la inscripció d'un himne al voltant del marc perdut, acabant en ETCET (etcètera), hauria indicat a l'espectador recitar l'himne complet, tal vegada per a una indulgència. El propòsit d'aquesta pintura podria ser per tant portar l'acte del pelegrinatge al propi entorn. Això hauria estat atractiu per a Felip el Bo, que si bé va realitzar diverses peregrinacions en persona, també hi ha registre que va pagar a Van Eyck per realitzar una peregrinació en nom seu el 1426, la qual cosa era una pràctica acceptable a l'època.
La Mare de Déu i el Nen del primer pla podrien representar a les estàtues del fons cobrant vida. Harbison fins i tot suggereix que les dues taques de llum a terra repliquen les dues veles al costat de l'estàtua, i observa que les còpies existents conserven la tauleta d'oracions, i una d'elles l'apropa al primer pla.

## Díptics perduts i còpies

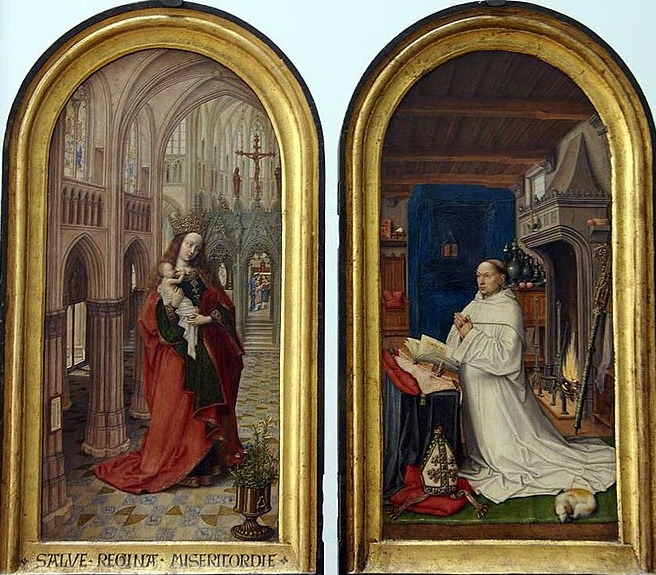
Master de 1499, Madonna i Nen amb un retrat de l'abat Christiaan de Hondt. Koninklijk Museum voor Schone Kunsten, Anvers.

Diversos estudiosos creuen que hi ha suficients indicis que la taula era l'ala esquerra d'un díptic desmantellat. El marc té uns enganxalls, per la qual cosa anteriorment hauria anat unit a una altra taula. D'altra banda, la composició sembla estar simètricament equilibrada si es completa amb una pintura en la dreta: Maria dirigeix la seva mirada més enllà de la taula, i podria estar mirant a un donant agenollat.
Para Harbison el panell és, gairebé amb total certesa, l'ala esquerra d'un díptic religiós. Dhanens observa la mirada de la Verge i recorda la característica dels díptics i tríptics dels Països Baixos, on la mirada del sant es dirigeix a un donant.
Un altre indicador seria l'orientació obliqua de la catedral, que suggereix la continuació de la imatge en un altre ala, —de forma semblant al tríptic de Mérode, del Mestre de Flémalle, i especialment al Tríptic de la família Braque, de Roger van der Weyden, on la continuïtat entre les taules és emfatitzada.
Existeixen dues còpies contemporànies normalment atribuïdes al Mestre de 1499 i a Jan Gossaert, que van ser acabades mentre l'original estava en la col·lecció de Margarida d'Àustria. Les dues còpies mostren la taula com l'ala esquerra d'un díptic religiós, i amb el donant agenollat en l'ala dreta. No obstant això, les dues taules on s'apareixen els donants presenten escenaris molt diferents. La versió de 1499 mostra a l'abat cistercenc Christiaan de Hondt pregant a la seva luxosa habitació, mentre que Gossaert representa al donant Antonio Sicilià, acompanyat per Sant Antoni en un paisatge. Es desconeix si alguna d'aquestes versions es basa en un treball original de Van Eyck.
La Verge de 1499 és una adaptació on l'artista ha canviat diversos elements, però els historiadors de l'art consideren que aquestes alteracions han perjudicat a la composició.
La taula atribuïda a Gossaert mostra canvis més significatius. Així, Gossaert canvia el centre de la composició en afegir una secció a la zona dreta; vesteix a la Verge completament de blau fosc; i canvia els seus trets facials.
Ambdues còpies ometen les taques de llum a terra, eliminant un element místic que hi havia en l'obra original, potser perquè el seu significat no va ser captat per aquests artistes. D'altra banda, que Gossaert seguís altres aspectes de l'original amb gran fidelitat evidencia l'alta estima que sentia per l'habilitat tècnica i estètica de Van Eyck, i la seva versió és vista per alguns com un homenatge. Quant al mestre de 1499, es pot percebre la seva admiració cap a Van Eyck en l'altra taula del díptic, que conté diverses característiques que recorden al Retrat de Giovanni Arnolfini i la seva esposa, com la representació de les bigues del sostre o el color vermell i la textura de les teles.
Entre 1520 i 1530 l'il·luminador de Gant Simon Bening,, va crear una Verge amb el Nen que recorda tant a la taula de Van Eyck que podria ser considerada una còpia perduda. No obstant això aquesta obra és encara més propera a la Verge de Cambrai en integrar una aurèola de sant, que ja no estava de moda al segle xv. La Verge de Bening és diferent de les altres dues còpies en què es tracta d'una única taula, i no d'un díptic, i en què els seus colors se separen radicalment de l'original. Es pensa que la seva font no va ser la taula de Van Eyck, sinó la còpia de Gossaert.

## Procedència
La història d'aquesta peça està plena de buits. Fins i tot en els períodes on existeix algun registre, sol tractar-se de dades confuses.
Pràcticament no existeix registre entre principis del segle xvi i 1851.
L'historiador León de Laborde va documentar un retaule en un poble prop de Nantes el 1851, el qual contenia una Verge amb un nen dins d'una església, que va descriure com «pintat en fusta, molt bé preservat, encara en el seu marc original». La descripció conté detalls sobre la inscripció del marc. Un altre document de 1855 es refereix a una Verge a l'església que es pensava que era de Hubert i Jan van Eyck. Pertanyia a Monsieur Nau, que ho havia comprat per 50 francs a una governanta de François Cacault, diplomàtic francès que va adquirir diverses pintures a Itàlia.
Una altra taula de descripció semblant va ser comprada a Aquisgrà pel col·leccionista Barthold Suermondt, en algun moment de la dècada de 1860. Es va catalogar en 1869 amb una detallada descripció del marc. Es va creure que aquest treball procedia de Nantes, suggerint que es tractava de la mateixa taula que aquella esmentada en 1851. La col·lecció de Suermondt va ser comprada pel museu de Berlín el maig de 1874, com a part d'un conjunt de 219 pintures.
En 1877 la pintura va ser robada, i es va recuperar deu dies després, però sense el marc. El catàleg del museu de Berlín de 1875 atribueix la pintura a un imitador de van Eyck. El catàleg de 1883 descriu l'original com perdut, afirmant que la pintura de Berlín és una còpia. No obstant això, la seva autenticitat va ser verificada poc després, i el catàleg del museu de 1904 ja atribueix l'obra a Jan van Eyck.
Es pensa que el primer propietari de la pintura seria Felip el Bo, perquè una pintura la descripció de la qual encaixa amb aquesta taula va ser registrada en un inventari de 1567. Aquest inventari es referia a obres de la besneta de Felip el Bo, Margarita d'Àustria, qui va heretar la majoria de la col·lecció d'art.
En la descripció del registre es llegeix «Ung autre tableaul de Nostre-Dame, du duc Philippe, qui est venu de Maillardet, couvert de satin brouché gris et ayant fermaulx d'argent vaig daurar et vaig brodar de velours vert. Fait de la main Johannes.»" Per les convencions dels noms se sap que «Johannes» es referiria probablement a Jan van Eyck, i «duc Philippe» a Felipe.